# Arhiepiscopia Ortodoxă Română a Germaniei, Austriei și Luxemburgului
Arhiepiscopia Ortodoxă Română a Germaniei, Austriei și Luxemburgului este o eparhie a Bisericii Ortodoxe Române, ce are jurisdicție asupra comunităților ortodoxe românești din Germania, Austria și Luxemburg, fiind o eparhie sufragană a Mitropoliei Ortodoxe Române a Germaniei, Europei Centrale și de Nord. Are sediul în Nürnberg (Paris) și este condusă de mitropolitul Serafim Joantă. 